# Zmarli w roku 1979
Lista osób zmarłych w 1979:

## styczeń 1979
- 1 stycznia – Bolesław Piasecki, polski polityk, twórca Stowarzyszenia „Pax” (ur. 1915)
- 3 stycznia – Adolf Strachow, radziecki grafik i rzeźbiarz pochodzenia żydowskiego (ur. 1896)
- 8 stycznia – Yuen Siu-tien, chiński aktor (ur. 1912)
- 13 stycznia – Eugeniusz Geppert, polski malarz (ur. 1890)
- 27 stycznia:
  - Annette Benson, brytyjska aktorka filmowa i teatralna (ur. 1897)
  - János Veres, węgierski lekarz. W 1932 wprowadził do medycyny wymyśloną przez siebie igłę – znaną dziś jako igła Veresa (ur. 1903)

## luty 1979
- 2 lutego – Sid Vicious, właśc. John Ritchie, basista Sex Pistols, zmarł z przedawkowania heroiny (ur. 1957)
- 7 lutego – Josef Mengele, doktor medycyny i antropologii, zbrodniarz wojenny, zwany Aniołem Śmierci (ur. 1911)
- 9 lutego – Dennis Gabor, angielski fizyk, Laureat Nagrody Nobla w 1971 roku (ur. 1900)
- 15 lutego – Zbigniew Seifert, polski skrzypek jazzowy (ur. 1946)
- 16 lutego – Henk Steeman, holenderski piłkarz (ur. 1894)
- 18 lutego – Zygmunt Semerga, pułkownik Wojska Polskiego, kawaler Virtuti Militari (ur. 1896)

## marzec 1979
- 1 marca – Józef Papeć, podpułkownik dyplomowany piechoty Wojska Polskiego, kawaler Orderu Virtuti Militari (ur. 1891)
- 20 marca – Zofia Hołub-Pacewiczowa, polska geografka i etnografka (ur. 1895)
- 28 marca – Antoni Szuszkiewicz, polski oficer, kawaler Orderu Virtuti Militari (ur. 1886)

## kwiecień 1979
- 7 kwietnia – Bruno Apitz, niemiecki pisarz (ur. 1900)

## maj 1979
- 2 maja – Giulio Natta, włoski chemik, laureat Nagrody Nobla w 1963 roku (ur. 1903)
- 6 maja – Karl Wilhelm Reinmuth, niemiecki astronom (ur. 1892)
- 29 maja – Mary Pickford, amerykańska aktorka filmowa, gwiazda kina niemego (ur. 1892)

## czerwiec 1979
- 1 czerwca – Werner Forßmann, niemiecki lekarz, noblista (ur. 1904)
- 3 czerwca:
  - Tadeusz Kubiak, polski poeta, satyryk, autor utworów dla dzieci i słuchowisk radiowych (ur. 1924)
  - Arno Schmidt, niemiecki pisarz (ur. 1914)
- 6 czerwca – Kazimierz Opaliński, polski aktor (ur. 1890)
- 11 czerwca – John Wayne, amerykański aktor i reżyser filmowy (ur. 1907)
- 18 czerwca – Gösta Brodin, szwedzki żeglarz, medalista olimpijski (ur. 1908)
- 23 czerwca – Jerzy Burski, polski polityk (ur. 1914)
- 25 czerwca:
  - Ewa Bandrowska-Turska, polska śpiewaczka operowa (ur. 1894)
  - Bernard Jamnický, słowacki taternik, alpinista, przewodnik tatrzański i ratownik górski (ur. 1943)
- 27 czerwca – Antoni Gołubiew, polski pisarz i publicysta (ur. 1907)
- 30 czerwca – Jan Wałach, polski grafik, malarz i rzeźbiarz (ur. 1884)

## lipiec 1979
- 2 lipca – Milan Kriššák, słowacki taternik, alpinista, przewodnik tatrzański i ratownik górski (ur. 1944)
- 3 lipca – Louis Durey, francuski kompozytor (ur. 1888)
- 8 lipca:
  - Shin’ichirō Tomonaga, japoński fizyk, laureat Nagrody Nobla w 1965 roku (ur. 1906)
  - Robert Burns Woodward, amerykański chemik, laureat Nagrody Nobla w 1965 roku (ur. 1917)
- 15 lipca:
  - Gustavo Diaz Ordaz, meksykański polityk, prezydent Meksyku (ur. 1911)
  - Juana de Ibarbourou, urugwajska poetka (ur. 1892)
  - Bengt Ljungquist, szwedzki szermierz, jeździec sportowy (ur. 1912)
- 22 lipca – Sándor Kocsis, piłkarz węgierski, wicemistrz świata z 1954 roku w Szwajcarii (ur. 1929)
- 24 lipca – Edward Stachura, polski poeta (ur. 1937)
- 26 lipca – Stefan Wiechecki, ps. Wiech, polski prozaik, satyryk, publicysta i dziennikarz (ur. 1896)

## sierpień 1979
- 2 sierpnia – Gérard de Piolenc, francuski żeglarz, olimpijczyk (ur. 1908)
- 11 sierpnia – Julia Kotarbińska, polska ceramiczka i pedagog (ur. 1895)
- 16 sierpnia – Jerzy Jurandot, polski satyryk i komediopisarz (ur. 1911)
- 21 sierpnia – Giuseppe Meazza, włoski piłkarz (ur. 1910)
- 26 sierpnia – Mika Waltari, fiński powieściopisarz (ur. 1908)
- 27 sierpnia:
  - Louis Mountbatten, brytyjski admirał, ostatni wicekról Indii (ur. 1900)
  - Bolesław Szabelski, polski kompozytor, organista (ur. 1896)

## wrzesień 1979
- 10 września – Alfons Tomaszewski, polski duchowny katolicki (ur. 1907)
- 20 września – Ludvík Svoboda, czeski polityk i wojskowy, prezydent Czechosłowacji (ur. 1895)
- 22 września – Otto Frisch, brytyjski fizyk pochodzenia austriackiego (ur. 1904)
- 29 września:
  - Francisco Macías Nguema, prezydent Gwinei Równikowej, dyktator (ur. 1924)
  - Iwan Wyszniegradski, rosyjski kompozytor i teoretyk muzyki (ur. 1893)

## październik 1979
- 3 października – Nicos Poulantzas, francuski filozof pochodzenia greckiego (ur. 1936)
- 7 października – Jerzy Petersburski, polski kompozytor (ur. 1895)
- 11 października – Franciszek Leja, polski matematyk, przedstawiciel krakowskiej szkoły matematycznej (ur. 1885)
- 18 października – Zdzisław Rytel, polski inżynier mechanik, profesor Politechniki Warszawskiej (ur. 1895)
- 26 października – Park Chung-hee, koreański polityk, prezydent Korei Południowej (ur. 1917)
- 29 października – Carl de la Sablière, francuski żeglarz, medalista olimpijski (ur. 1895)
- 30 października – Wiesław Dzielski, prawnik i działacz spółdzielczy (ur. 1916)

## listopad 1979
- 5 listopada:
  - Henryk Luft-Lotar, polski reżyser i aktor teatralny żydowskiego pochodzenia (ur. 1901)
  - Amedeo Nazzari, włoski aktor (ur. 1907)
- 13 listopada – Nils Thomas, norweski żeglarz, medalista olimpijski (ur. 1889)
- 29 listopada – Zeppo Marx, amerykański komik (ur. 1901)

## grudzień 1979
- 5 grudnia – Józef Chałasiński, polski socjolog, rektor Uniwersytetu Łódzkiego (ur. 1904)
- 19 grudnia – Claus Juell, norweski żeglarz, medalista olimpijski (ur. 1902)